# 北京國際航空展覽會
北京国际航空展览会（Aviation Expo China），是中国举办的第一个国际性航空航天展会。第一届北京航展于1985年在北京举办，至2011年已经举办了共十四届展会。一般在单数年份的9月份举办，以便和在双数年份举办的珠海航展分开，避免展期上的冲突。北京航展现举办地点为位于中国首都北京的中国国际展览中心。北京航展以展出航空航天模型和相关的零部件、资料为主，极少展出实机（可能是场地原因），北京航展主要侧重于增进中国国内相关机构和外国同行之间的了解，参观人士也基本上为航空业内人士。

## 外部連結
- 第十六届北京国际航空展